# Union sportive de Vinay
Maillots
Actualités
L'Union sportive de Vinay, couramment abrégé USV, est un club français de rugby à XV situé à Vinay en Isère.
Il participe au championnat de France de Fédérale 2 en 2022-2023.

## Histoire

### La montée en puissance

#### Vice-champion de France juniors Crabos 1975
Les jeunes de l'US Vinay disputent en 1975 la finale du championnat de France juniors Crabos mais s'inclinent face à l'US Foix sur le score de 28-13.

#### Huitième de finaliste de la Coupe de France 1984
L'US Vinay se distingue ensuite en Coupe de France en 1983-1984 en se hissant en huitième de finale, battu par le Stade toulousain 35-6, après avoir éliminé Saint-Jean-de-Luz en seizième.

#### Montée en première division
Par la suite, le club renforcé par un centre de l'USA Perpignan Franck Azéma monte en championnat de France de 1re division groupe B après avoir atteint les quarts de finale du championnat de France de 2e division en 1993 (défait par le Céret sportif, futur champion sur le score de 28-22).
Vinay dispute notamment le championnat de 1e division groupe B avec Franck Azéma mais aussi Stéphane Weller, Franck Capdeville, Willy Pepelnjak, Christophe Monteil, Martial Servantes, Gilles Claret et Charl Snyman, tous anciens grenoblois.
En effet le club joue en championnat de France de 1re division groupe B lors des saisons 1993-1994, 1994-1995 et 1995-1996.
En 1995, il frôle même la montée en groupe A, battu par Romans Péage lors des huitièmes de finale, qualificatifs pour la montée.

### La rentrée dans le rang

#### Descente en deuxième puis en troisième division
L'année suivante, Vinay redescend en seconde division après avoir été battu par Lombez Samatan club en barrage sur le score de 11-17.

#### Remontée en Fédérale 2
Remonté en Fédérale 2, le club y obtient de bons résultats à la fin des années 2010.
La FFR décide, le 27 mars 2020, d'arrêter définitivement les championnats amateurs à tous niveaux. Elle met alors fin à la saison 2019-2020 de Fédérale 2, aucun titre de champion n'est décerné. La FFR décide qu'il n'y a aucune relégation mais douze montées. Après péréquation l’US Vinay se retrouve dans les meilleurs second et le club est donc promu en Fédérale 1 pour la saison pour la saison 2020-2021 mais refuse l’accession, faute de moyens financiers.

## Palmarès

### Équipe masculine
- Coupe de l'Espérance
  - Vainqueur (1) : 1995[9]

### Équipes de jeunes
- Coupe Juniors Crabos :
  - Finaliste (1) : 1975
- Coupe Jules Balandrade :
  - Vainqueur (1) : 1984

### Les finales du l'US Vinay
| Date de la finale | Vainqueur | Score   | Finaliste | Lieu de la finale            |
| ----------------- | --------- | ------- | --------- | ---------------------------- |
| 1995              | US Vinay  | 42 - 37 | SC Albi   | Stade Pierre-Ramadier, Lunel |

## Personnalités du club

### Présidents
- ? :  Jean-Claude Marchand
- 2018-2020 :  Philippe Rosaire
- 2020- :  Patrice Albertin et  Yannick Savalle[10]

### Entraîneurs
- 1993-1994 :  Claude Delage et  Pierre Trouillon
- 1994-1995 :  Claude Delage et  Pierre Trouillon
- 1994-1995 :  Claude Delage,  Pierre Trouillon et  Alain Righetti
- 1995-1996 :  Bernard Herrero et  Alain Righetti
- 2014-2015 :  Gilbert Brunat
- 2015-? :  Antonin Rozand
- 2018-2020 :  Philippe Bonnet-Gros (entraîneur principal) et  Antonin Rozand (avants)
- 2020-2021 :  Philippe Bonnet-Gros (entraîneur principal),  Antonin Rozand (avants) et Vincent Magallon (trois-quarts)
- 2021- :  Antonin Rozand

### Joueurs emblématiques
- Patrick Berruyer
- Franck Glénat
- Claude Glénat
- Jean-Philippe Rey
- Franck Azéma
- Christophe Monteil
- Gilles Claret
- Yves Menetrier
- Willy Pepelnjak
- Martial Servantes
- Charl Snyman
- Stéphane Weller (4 sélections)
- Franck Capdeville
- Hocine Saadaoui
- Jérôme Gay
- Jean-François Coux (2 sélections)
- Antonin Berruyer
- Corentin Glénat

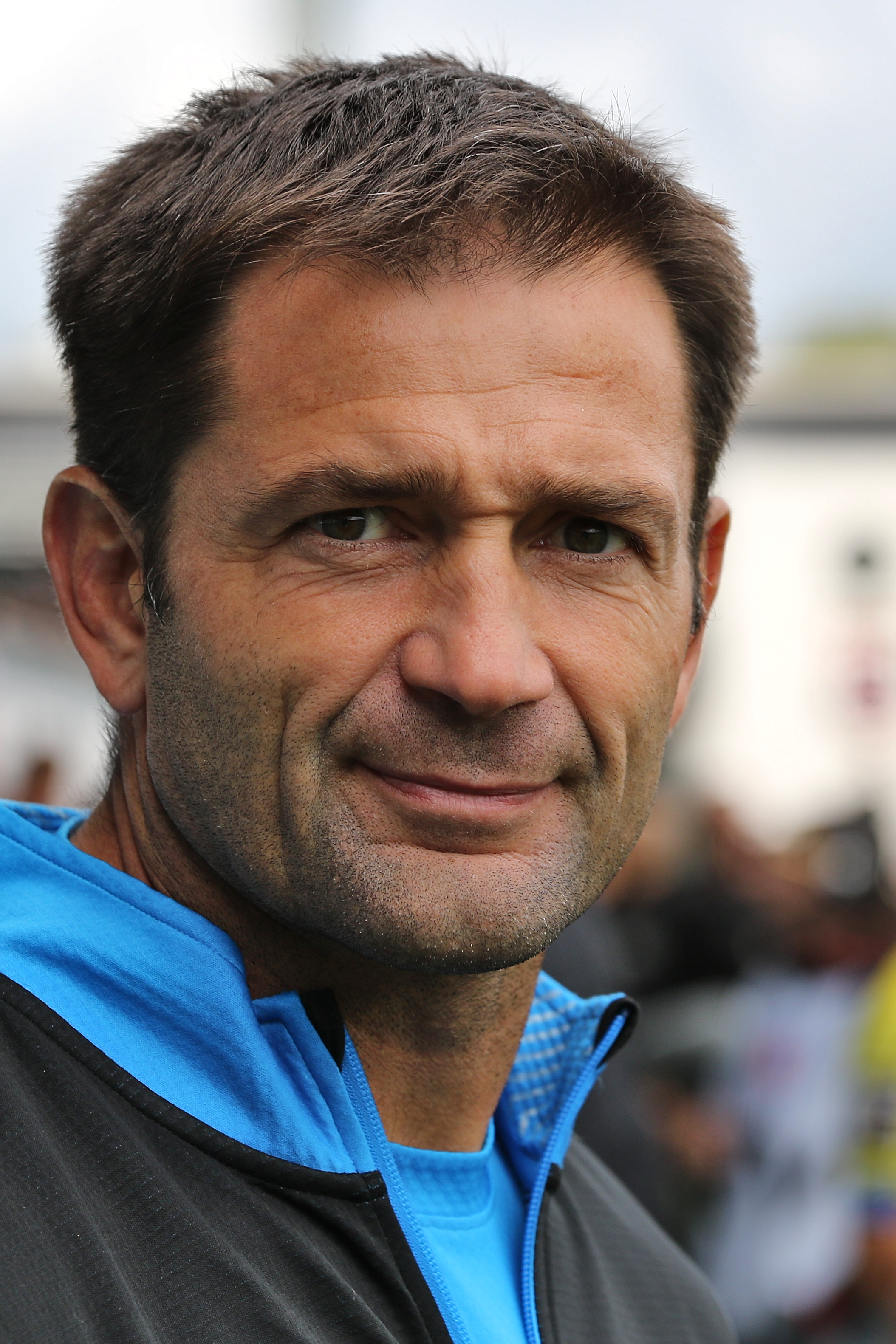
Franck Azéma
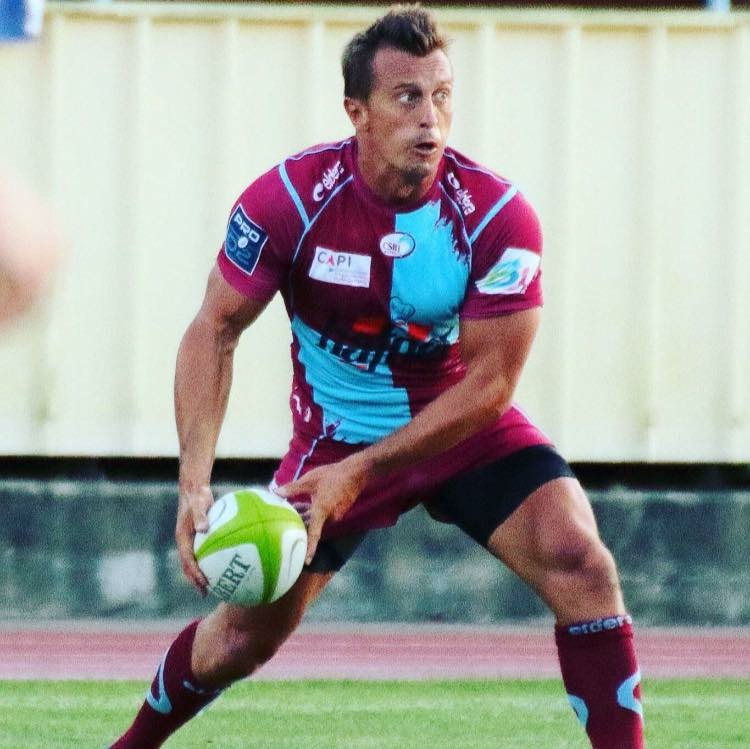
Jean-François Coux
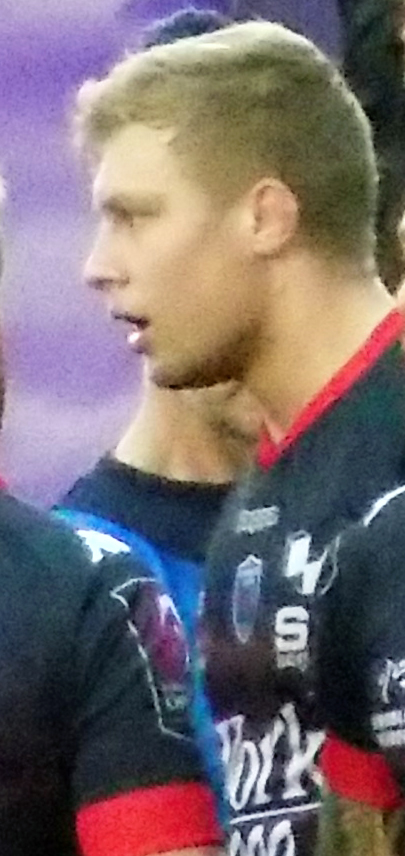
Antonin Berruyer

## Budget
- 2019-2020 : 220 000 €[11]
- 2020-2021 : 235 000 €[10]